# 施泰纳赫 (巴登-符腾堡州)
施泰纳赫是德国巴登-符腾堡州的一个市镇。总面积33.32平方公里，总人口3973人，其中男性2007人，女性1966人（2011年12月31日），人口密度119人/平方公里。